# Cetiosauridae
I Cetiosauridae sono dei sauropodi basali vissuti durante tutto il periodo giurassico. Avevano un corpo massiccio, una coda relativamente corta ed ossa pesanti. I Cetiosauridi, temporalmente appena successivi alle famiglie dei Melanorosauridi e dei Vulcanodontidi lungo la linea filogenetica dei sauropodi, rappresentano una famiglia ancora primitiva, eppure abbastanza diversificata e diffusasi in Europa, Sudamerica, Africa, Asia e persino Australia. I generi più famosi che ne fanno parte sono Cetiosaurus ritrovato in Inghilterra, Chebsaurus dell'Algeria, Amygdalodon, Volkheimeria e Patagosaurus ritrovati in Argentina, lo Shunosaurus asiatico, lo strano Rhoetosaurus dell'Australia e, forse, il più recente Haplocanthosaurus nordamericano e il piccolo e ben conosciuto Bellusausus della Cina.

## Scoperta

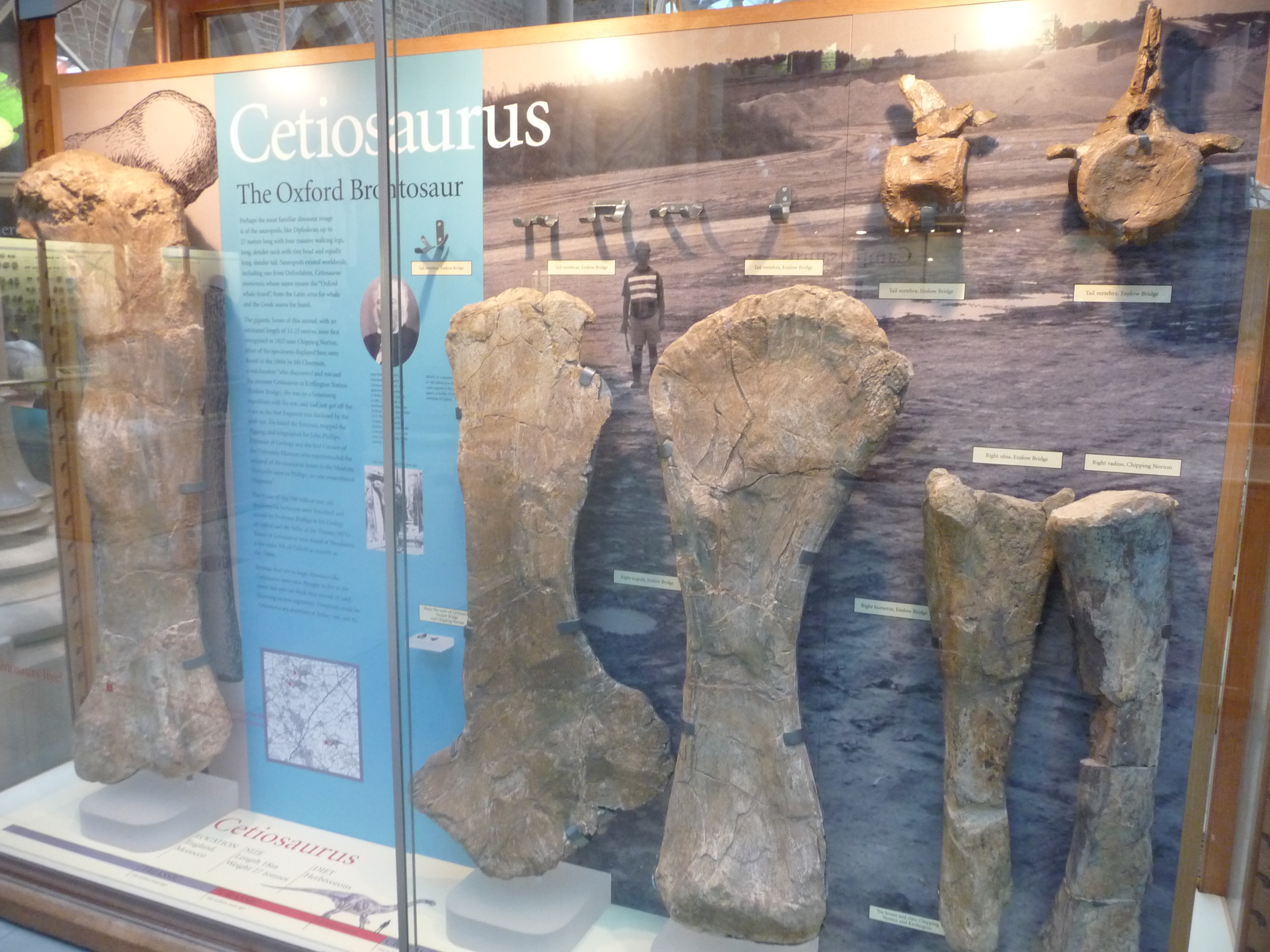
Ossa degli arti di Cetiosaurus oxoniensis

Letteralmente il termine ‘'cetiosauride'’ significa ‘'sauro-cetaceo'’ e vuole ricordare l'interpretazione data ai primi resti fossili ritrovati di questa famiglia di dinosauri. Infatti, nel 1830, il celebre paleontologo francese Cuvier interpretò la vertebra fossile che gli venne allora sottoposta (ritrovata poco tempo prima presso la città di Oxford) come resto di un antico cetaceo. Dopo circa un decennio, uno scienziato inglese, Owen, classificò correttamente come appartenuti ad un rettile i resti fossili di cetiosauride ma, a causa dell'incompletezza degli stessi, non riuscì a darne una ricostruzione corretta, immaginando questi animali simili a giganteschi coccodrilli. Quasi trenta anni più tardi, Huxley classificò correttamente i cetiosauridi come dinosauri e riuscì finalmente a dare una ricostruzione verosimile di questi animali.

## Habitat
Resti di cetiosauridi fossili sono stati rinvenuti in tutti i continenti: in Europa (Gran Bretagna, Francia e Germania), Africa (Marocco e Madagascar), Americhe (Stati Uniti e Argentina), Oceania (Australia) e Asia (Cina, India e varie regioni dell'Indocina). Nonostante la larga diffusione del genere, ad oggi i resti fossili sono drammaticamente incompleti, non è stato ancora ritrovato un solo cranio fossile.

## Anatomia
Forme tardive dei Cetiosauridae variano molto nelle proporzioni di corpo, collo e coda; altrettanto diverse sono la scatola cranica e la dentatura. Per questo si sostiene che tra di loro è possibile che ci siano i progenitori dei Sauropodentaxa del tardo giurassico e del cretaceo, dei Diplodocidae, dei Brachiosauridae e dei Titanosauridae. I Cetiosauridae, perciò, sono considerati parafiletici.